# Propagation des incertitudes
En métrologie, une mesure est toujours entachée d'erreur, dont on estime l'intensité par l'intermédiaire de l'incertitude. Lorsqu'une ou plusieurs mesures sont utilisées pour obtenir la valeur d'une ou de plusieurs autres grandeurs (par l'intermédiaire d'une formule explicite ou d'un algorithme), il faut savoir, non seulement calculer la valeur estimée de cette ou ces grandeurs, mais encore déterminer l'incertitude ou les incertitudes induites sur le ou les résultats du calcul. On parle de propagation des incertitudes ou souvent, mais improprement, de propagation des erreurs (ou de propagation d'incertitude et propagation d'erreur).

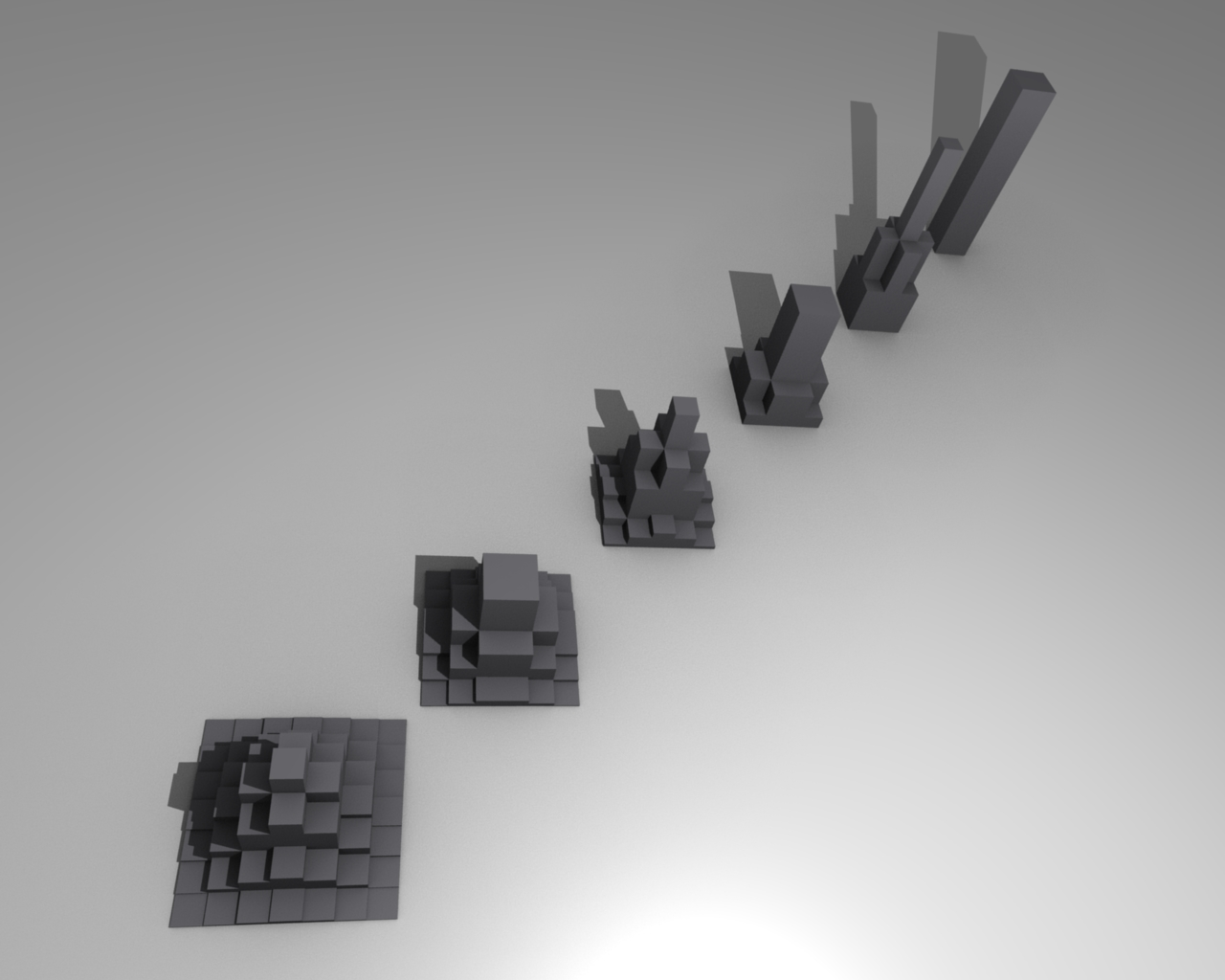
Évolution, de droite à gauche, en fonction du nombre de pas, de la position d'un marcheur aléatoire dans un plan. L'écart-type de sa position suit la formule de propagation des incertitudes analogue aux lois de la diffusion.

## Approches pragmatiques

### Report des extrêmes dans le calcul
La première solution consiste à effectuer les calculs avec les extrêmes de l'intervalle d'incertitude. Si la mesure a pour valeur
{\displaystyle a\pm \Delta a},
alors la « valeur réelle » est supposée être dans l'intervalle {\displaystyle [a-\Delta a,a+\Delta a]}. On calcule donc ici
{\displaystyle y_{1}=f(a-\Delta a)}
{\displaystyle y_{2}=f(a+\Delta a)}
et, selon l'ordre de y1 et de y2, on prend [y1, y2] ou [y2, y1] comme intervalle d'incertitude.
Cette méthode n'est valable que si la loi est monotone (c'est-à-dire croissante ou décroissante) sur l'intervalle {\displaystyle [a-\Delta a,a+\Delta a]}.

### Estimation à partir de la dérivée
Une manière simple, utilisée fréquemment en physique, consiste à utiliser un développement limité du premier ordre, c'est-à-dire à remplacer la loi f par sa tangente locale pour estimer la propagation de l'incertitude.
On a :
{\displaystyle f(x)=f(a)+f^{\prime }(a)\cdot (x-a)+o(x-a)},
où o(x) est une fonction qui « tend vite » vers 0. Si l'on remplace x par {\displaystyle a+\Delta a}, on a alors :
{\displaystyle f(a+\Delta a)=f(a)+f^{\prime }(a)\cdot \Delta a+o(\Delta a)}.
On peut donc estimer :
{\displaystyle \Delta y\approx |f^{\prime }(a)|\cdot \Delta a}.
Ce calcul est tout aussi valable dans le cadre de la propagation simple des incertitudes (loi des erreurs uniforme ou normale), que dans le cadre (normalisé) des incertitudes estimées par intervalles de confiance. La double hypothèse sous-jacente à la validité de ce calcul est dite de « quasi-linéarité » et « quasi-gaussiannité ».
À défaut, si la loi physique f est croissante convexe ou décroissante concave, l'incertitude propagée est sous-estimée du côté des erreurs en excès, et surestimée du côté des erreurs en défaut, et réciproquement si la loi physique f est croissante concave ou décroissante convexe. La mésestimation est d'autant plus importante que la convexité, ou la concavité, est importante, en relation avec la valeur de l'incertitude (échelle de la non-linéarité). Si l’asymétrie créée sur l'incertitude devient trop importante, il convient de gérer deux demi-incertitudes différentes, une par défaut et une par excès.

## Approche mathématique

### Notations
- x une variable aléatoire,
- E(x) ou <x> l'espérance mathématique de x,
- V(x) la variance de x (ou la matrice de covariance si x est un vecteur),
- {\displaystyle \partial _{i}y} est la dérivée partielle de la fonction y par rapport à la i e variable.

Par exemple, si x est un vecteur (x1, x2,…, xn), alors
{\displaystyle \partial _{i}y({\underline {x}})={\frac {\partial y}{\partial x_{i}}}({\underline {x}})}

### Formules
Une fonction de variables aléatoires
{\displaystyle y=y({\underline {x}})}
est elle-même une variable aléatoire. Si les incertitudes sont petites, la variance du développement limité de y au premier ordre autour des valeurs moyennes μ des x est une bonne estimation de la variance de y :
{\displaystyle y(x)=y(\mu )+\sum \left(x_{i}-\mu \right)\partial _{i}y}
On néglige les termes d'ordre supérieur dans l'expansion, il vient :
{\displaystyle \mathrm {V} (y(x))=\sum _{i}\sum _{j}\partial _{i}y\partial _{j}y\mathrm {V} _{ij}(x)}
où {\displaystyle \mathrm {V} _{ij}=\mathrm {Cov} (x_{i},x_{j})} est la matrice de covariance. Si les {\displaystyle x_{i}} sont indépendants :
{\displaystyle \mathrm {V} (y(x))=\sum _{i}\left(\partial _{i}y\right)^{2}\mathrm {V} _{ii}(x)}

## Applications

### Mesure d'une résistance
Une application pratique est la mesure expérimentale d'une résistance R à partir de la chute de tension U entre ses bornes et du courant I. La résistance est décrite par la loi d'Ohm :
{\displaystyle \mathrm {R} ={\frac {\mathrm {U} }{\mathrm {I} }}}
Nous avons
{\displaystyle \langle \mathrm {R} \rangle ={\frac {\langle \mathrm {U} \rangle }{\langle \mathrm {I} \rangle }}}
{\displaystyle \partial _{\mathrm {U} }\mathrm {R} ={\frac {1}{\langle \mathrm {I} \rangle }}={\frac {\langle \mathrm {R} \rangle }{\langle \mathrm {U} \rangle }}}
et {\displaystyle \partial _{\mathrm {I} }\mathrm {R} =-{\frac {\langle \mathrm {U} \rangle }{\langle \mathrm {I} \rangle ^{2}}}=-{\frac {\langle \mathrm {R} \rangle }{\langle \mathrm {I} \rangle }}}
Il vient
{\displaystyle {\frac {\mathrm {V} _{\mathrm {R} }}{\langle \mathrm {R} \rangle ^{2}}}={\frac {\mathrm {V} _{\mathrm {U} }}{\langle \mathrm {U} \rangle ^{2}}}+{\frac {\mathrm {V} _{\mathrm {I} }}{\langle \mathrm {I} \rangle ^{2}}}}
Dans ce cas simple, l'incertitude relative sur R correspond à la somme quadratique des incertitudes relatives sur U et I :
{\displaystyle {\frac {\sigma _{\mathrm {R} }}{\langle \mathrm {R} \rangle }}={\sqrt {\left({\frac {\sigma _{\mathrm {U} }}{\langle \mathrm {U} \rangle }}\right)^{2}+\left({\frac {\sigma _{\mathrm {I} }}{\langle \mathrm {I} \rangle }}\right)^{2}}}.}
Cette formule est différente de la formule fondée sur la différentielle totale exposée ci-dessous :
{\displaystyle {\frac {\delta \mathrm {R} }{\mathrm {R} }}={\frac {\delta \mathrm {U} }{\mathrm {U} }}+{\frac {\delta \mathrm {I} }{\mathrm {I} }}.}
La raison en est que la deuxième formule considère ce qui peut arriver dans le « pire » des cas : celui où U s'écarte de δU de sa valeur moyenne et où I s'écarte de –δI. Pour retrouver cette formule par application de la loi de propagation des incertitudes, il faut supposer que les variables U et I sont parfaitement corrélées (plus exactement, le coefficient de corrélation est égal à –1 : {\displaystyle \operatorname {cov} (\mathrm {U} ,\mathrm {I} )=-\sigma _{\mathrm {U} }\sigma _{\mathrm {I} }}
On peut enfin remarquer que dans le cas où les incertitudes relatives sont petites et du même ordre de grandeur ε, la formule classique donne une incertitude de 2ε là où celle utilisant la moyenne géométrique donne {\displaystyle {\sqrt {2}}\varepsilon }, en accord avec l'analyse des marches aléatoires montrant que les incertitudes tendent à se compenser.

### Utilisation des différentielles totales exactes
Une loi physique s'exprime par une relation algébrique entre un certain nombre de grandeurs mesurables :
- P : pression du gaz ;
- V : volume occupé par le gaz ;
- n : quantité de gaz en moles (1 mole contient 6,022 × 1023 entités élémentaires) ;
- R : constante des gaz parfaits = 8,314 J K−1 mol−1 ;
- T : température absolue du gaz, en kelvins.

La pression en fonction de n, R, T et V s'exprime par
{\displaystyle P={\frac {n\times R\times T}{V}}}
sa différentielle s'écrit :
{\displaystyle \mathrm {dP} ={\frac {n\times \mathrm {R} }{\mathrm {V} }}\mathrm {dT} +{\frac {n\times \mathrm {T} }{\mathrm {V} }}\mathrm {dR} +{\frac {\mathrm {R} \times \mathrm {T} }{\mathrm {V} }}\mathrm {d} n-{\frac {n\times \mathrm {R} \times \mathrm {T} }{\mathrm {V} ^{2}}}\mathrm {dV} }
Si l'on « remplace » des variations élémentaires de variables dx par les incertitudes sur les variables δx, on obtient :
{\displaystyle \delta \mathrm {P} ={\frac {n\times \mathrm {R} }{\mathrm {V} }}\delta \mathrm {T} +{\frac {n\times \mathrm {T} }{\mathrm {V} }}\delta \mathrm {R} +{\frac {\mathrm {R} \times \mathrm {T} }{V}}\delta n+{\frac {n\times \mathrm {R} \times \mathrm {T} }{\mathrm {V} ^{2}}}\delta \mathrm {V} }
(en tenant compte de ce que les incertitudes sont des valeurs absolues) qui donne l'incertitude absolue sur P déduite du calcul de P à partir de la connaissance des incertitudes sur T, R, n et V.
Autres exemples simples :
- le calcul de la surface d'un rectangle.
{\displaystyle \mathrm {S} =\mathrm {L} l} et {\displaystyle \mathrm {S} +\mathrm {dS} =(\mathrm {L} +\mathrm {dL} )(l+\mathrm {d} l)=\mathrm {L} l+\mathrm {L} \mathrm {d} l+l\mathrm {dL} +\mathrm {d} l\mathrm {dL} }
peut s'écrire
{\displaystyle \mathrm {dS} =((\mathrm {L} +\mathrm {dL} )(l+\mathrm {d} l)-\mathrm {L} l)=\mathrm {L} \mathrm {d} l+l\mathrm {dL} +\mathrm {dL} \mathrm {d} l}
que l'on approche par
{\displaystyle \mathrm {dS} =\mathrm {L} \mathrm {d} l+l\mathrm {dL} }
- le calcul d'un volume V = x·y·z
{\displaystyle \mathrm {V} (x+\mathrm {d} x,y+\mathrm {d} y,z+\mathrm {d} z)=(x+\mathrm {d} x)(y+\mathrm {d} y)(z+\mathrm {d} z)=xyz+\mathrm {d} xyz+x\mathrm {d} yz+xy\mathrm {d} z+x\mathrm {d} y\mathrm {d} z+y\mathrm {d} x\mathrm {d} z+z\mathrm {d} x\mathrm {d} y+\mathrm {d} x\mathrm {d} y\mathrm {d} z}
peut s'écrire
{\displaystyle \mathrm {dV} =yz\mathrm {d} x+zx\mathrm {d} y+xy\mathrm {d} z+\mathrm {d} x\mathrm {d} y\mathrm {d} z}
que l'on approche par
{\displaystyle \mathrm {dV} =yz\mathrm {d} x+zx\mathrm {d} y+xy\mathrm {d} z}
noter que
{\displaystyle \mathrm {dV} =yz\mathrm {d} x+zx\mathrm {d} y+xy\mathrm {d} z={\frac {\partial (xyz)}{\partial x}}\mathrm {d} x+{\frac {\partial (xyz)}{\partial y}}\mathrm {d} y+{\frac {\partial (xyz)}{\partial z}}\mathrm {d} z}
rappel : {\displaystyle {\frac {\partial (xyz)}{\partial x}}=yz;{\frac {\partial (xyz)}{\partial y}}=xz;{\frac {\partial (xyz)}{\partial z}}=xy}
- et plus généralement pour le calcul de la variation d'une fonction ƒ(x, y, z).
si {\displaystyle {\frac {\partial f(x,y,z)}{\partial x}}} est la dérivée partielle par rapport à x
{\displaystyle \mathrm {d} f(x,y,z)={\frac {\partial f(x,y,z)}{\partial x}}\mathrm {d} x+{\frac {\partial f(x,y,z)}{\partial y}}\mathrm {d} y+{\frac {\partial f(x,y,z)}{\partial z}}\mathrm {d} z}

## Incertitude sur une addition ou une soustraction
L'incertitude sur une addition ou une soustraction est une incertitude absolue.
L'incertitude absolue (ΔA) d'une somme ou d'une différence est égale à la somme des incertitudes absolues (ΔB + ΔC + …) :
si {\displaystyle A=B+C} ou {\displaystyle A=B-C} , alors {\displaystyle \Delta A=\Delta B+\Delta C}.

## Incertitude sur un produit ou un quotient
L'incertitude sur un produit ou un quotient est soit une incertitude absolue :
- calculée avec la formule {\displaystyle A=BC} vaut {\displaystyle \Delta A=A\left({\frac {\Delta B}{B}}+{\frac {\Delta C}{C}}\right)={C}{\Delta B}+{B}{\Delta C}}

et {\displaystyle A=B/C} vaut {\displaystyle \Delta A=A\left({\frac {\Delta B}{B}}+{\frac {\Delta C}{C}}\right)} {\displaystyle ={\frac {1}{C}}\left({\Delta B}+{\frac {B}{C}}{\Delta C}\right)}
soit une incertitude relative (ΔA/A) :
- plus ou moins égale à la somme des incertitudes relatives (ΔB/B+ΔC/C+…).

Si {\displaystyle A=BC} ou {\displaystyle A=B/C}, alors {\displaystyle {\frac {\Delta A}{A}}={\frac {\Delta B}{B}}+{\frac {\Delta C}{C}}}

## Incertitude sur une puissance
L'incertitude sur une puissance est une incertitude relative.
L'incertitude relative (Δy/y) d'une puissance d'une variable est égale au produit de la valeur absolue de l'exposant (|n|) par l'incertitude relative sur la variable (Δx/x).
Si {\displaystyle y=x^{n}} où {\displaystyle n} est un nombre quelconque, alors {\displaystyle {\frac {\Delta y}{y}}=\vert n\vert {\frac {\Delta x}{x}}}

## Application: Loi des gaz parfaits
Prenons par exemple la loi des gaz parfaits reliant :
- P : la pression du gaz ;
- V : le volume occupé par le gaz ;
- n : la quantité de gaz en moles ;
- R : la constante des gaz parfaits = 8,314 J K−1 mol−1 ;
- T : la température absolue du gaz, en kelvins.

{\displaystyle P={\frac {n\times R\times T}{V}}} exprime la pression en fonction de n, R, T et V.
Sa différentielle s'écrit :
{\displaystyle {\begin{array}{rcl}\mathrm {dP} (\mathrm {T} ,\mathrm {R} ,n,\mathrm {V} )&=&\mathrm {P} (\mathrm {T} +\mathrm {dT} ,\mathrm {R} +\mathrm {dR} ,n+\mathrm {d} n,\mathrm {V} +\mathrm {dV} )-\mathrm {P} (\mathrm {T} ,\mathrm {R} ,n,\mathrm {V} )\\[2ex]~&=&\displaystyle {{\frac {n\times \mathrm {R} }{\mathrm {V} }}\mathrm {dT} +{\frac {n\times \mathrm {T} }{\mathrm {V} }}\mathrm {dR} +{\frac {\mathrm {R} \times \mathrm {T} }{\mathrm {V} }}\mathrm {d} n+{\frac {n\times \mathrm {R} \times \mathrm {T} }{\mathrm {V} ^{2}}}\mathrm {dV} }\end{array}}}.
la variation la plus grande s'obtiendra lorsque les quatre termes ci-dessus s'ajouteront :
{\displaystyle \delta \mathrm {P} ={\frac {n\times \mathrm {R} }{\mathrm {V} }}\delta \mathrm {T} +{\frac {n\times \mathrm {T} }{\mathrm {V} }}\delta \mathrm {R} +{\frac {\mathrm {R} \times \mathrm {T} }{\mathrm {V} }}\delta n+{\frac {n\times \mathrm {R} \times \mathrm {T} }{\mathrm {V} ^{2}}}\delta \mathrm {V} }
donne l'erreur absolue sur P déduite du calcul de P à partir de la connaissance des erreurs sur T, R, n et V.
Dans ce cas particulier, on a :
{\displaystyle {\frac {\mathrm {dP} (\mathrm {T} ,\mathrm {R} ,n,\mathrm {V} )}{\mathrm {P} }}={\frac {\mathrm {P} (\mathrm {T} +\mathrm {dT} ,\mathrm {R} +\mathrm {dR} ,n+\mathrm {d} n,\mathrm {V} +\mathrm {dV} )-\mathrm {P} (\mathrm {T} ,\mathrm {R} ,n,\mathrm {V} )}{\mathrm {P} }}}.
{\displaystyle {\frac {\mathrm {dP} (\mathrm {T} ,\mathrm {R} ,n,\mathrm {V} )}{\mathrm {P} }}={\frac {{\frac {n\times \mathrm {R} }{\mathrm {V} }}\mathrm {dT} +{\frac {n\times \mathrm {T} }{\mathrm {V} }}\mathrm {dR} +{\frac {\mathrm {R} \times \mathrm {T} }{\mathrm {V} }}\mathrm {d} n+{\frac {n\times \mathrm {R} \times \mathrm {T} }{\mathrm {V} ^{2}}}\mathrm {dV} }{\mathrm {P} }}={\frac {\mathrm {dT} }{\mathrm {T} }}+{\frac {\mathrm {dR} }{\mathrm {R} }}+{\frac {\mathrm {d} n}{n}}+{\frac {\mathrm {dV} }{\mathrm {V} }}}.
et donc dans l'absolu :
{\displaystyle {\frac {\delta \mathrm {P} }{\mathrm {P} }}={\frac {\delta \mathrm {T} }{\mathrm {T} }}+{\frac {\delta \mathrm {R} }{\mathrm {R} }}+{\frac {\delta n}{n}}-{\frac {\delta \mathrm {V} }{\mathrm {V} }}}.
On peut aussi utiliser la différentielle logarithmique :
{\displaystyle \mathrm {P} ={\frac {n\times \mathrm {R} \times \mathrm {T} }{\mathrm {V} }}}.
Donc
{\displaystyle \ln(\mathrm {P} )=\ln(n)+\ln(\mathrm {R} )+\ln(\mathrm {T} )-\ln(\mathrm {V} )}.
En dérivant, on obtient :
{\displaystyle {\frac {\mathrm {dP} }{\mathrm {P} }}={\frac {\mathrm {dT} }{\mathrm {T} }}+{\frac {\mathrm {dR} }{\mathrm {R} }}+{\frac {\mathrm {d} n}{n}}-{\frac {\mathrm {dV} }{\mathrm {V} }}}
En norme,
{\displaystyle {\frac {\Delta \mathrm {P} }{\mathrm {P} }}={\sqrt {\left({\frac {\Delta n}{n}}\right)^{2}+\left({\frac {\Delta \mathrm {R} }{\mathrm {R} }}\right)^{2}+\left({\frac {\Delta \mathrm {T} }{\mathrm {T} }}\right)^{2}+\left({\frac {\Delta \mathrm {V} }{\mathrm {V} }}\right)^{2}}}}
On peut parfois être amené à donner une incertitude plus pessimiste :
{\displaystyle {\frac {\Delta \mathrm {P} }{\mathrm {P} }}={\frac {\Delta \mathrm {T} }{\mathrm {T} }}+{\frac {\Delta \mathrm {R} }{\mathrm {R} }}+{\frac {\Delta n}{n}}+{\frac {\Delta \mathrm {V} }{\mathrm {V} }}}.
Cette méthode plus rapide s'applique lorsqu'on cherche à faire la différentielle d'une fonction, quotient ou produit de plusieurs variables.
Les incertitudes relatives s'ajoutent lorsque l'on a un produit de variables et ce résultat est remarquable car il est facile à retenir : les incertitudes relatives s'ajoutent lorsque la formule ne comporte que des produits (au sens large : une division est un produit par l'inverse).

## Sources
- Cet article est partiellement ou en totalité issu de l'article intitulé « Incertitude de mesure#Utilisation des différentielles totales exactes (section ancienne version) » (voir la liste des auteurs).
- Cet article est partiellement ou en totalité issu de l'article intitulé « Incertitude sur un produit ou un quotient » (voir la liste des auteurs).
- Cet article est partiellement ou en totalité issu de l'article intitulé « Incertitude sur une addition ou une soustraction » (voir la liste des auteurs).
- Cet article est partiellement ou en totalité issu de l'article intitulé « Incertitude sur une puissance » (voir la liste des auteurs).